# 国連中心主義
国連中心主義（こくれんちゅうしんしゅぎ）とは、国家の安全保障などの政策を国際連合との整合性を中心にして組み立てていくこと。
具体的には、国連憲章に定められた国連の目的（その最大のものは「国際の平和と安全」）を追求する外交を目指し、それを中軸として他の外交も展開していくということである

## 日本における国連中心主義
第二次世界大戦後（特に国連加盟後）の日本において、「国連中心主義」は、「自由主義諸国との協調」、「アジアの中の日本」と並んで（公式的な）外交政策の基本軸として位置づけられている。
日本における国連中心主義は、国連を外交の中心に置くことにより、「アジア諸国と米国の2つの立場の真ん中で泳ぎ回る」為に考えられたとされる。「国連中心主義」を打ち出した1957年版の外交青書は、国連中心主義と「自由主義諸国との協調」の関係を以下のように説明している。
このように、国連中心主義は、国連が「国際の平和と安全」を維持する機構として十分な機能を果たす、という前提の下で日本外交の基軸とされたのであり、常任理事国の対立等の問題で国連が期待されたような機能を果たせない状況が続く中で、実際には「自由主義諸国との協調」（特に米国との協調）こそが戦後日本外交の基軸とされたのである。
なお、「国連中心主義」の文言は、1957年発行の第1号から1958年発行の第2号まで登場したが、1959年発行の第3号からは外交青書に記載されていない。現在では「国連外交」との語が用いられることも多い。
小沢一郎が提言する自衛隊の海外派兵の新しい原則も国連中心主義と呼ばれることがあるが、これは国際連合安全保障理事会に承認された平和活動への参加はたとえ国連憲章第41条・第42条の強制措置であっても憲法違反にならないとする新しい憲法解釈の提言であり、その際横田喜三郎の憲法解釈を援用するものである。小沢はこの原則に則り、国連憲章第7章に基づき安保理に承認された活動である湾岸戦争や国際治安支援部隊（ISAF）への自衛隊の参加を主張した。また同時に自衛隊とは別組織の国連支援部隊創設を主張している。